# پانژیم
پانژیم (به قزاقی: Panzhim) یک منطقهٔ مسکونی در قزاقستان است که در استان آلماتی واقع شده‌است.